# Біг (фільм, 1970)
«Біг» (рос. «Бег») — російський радянський двосерійний фільм 1970 року, режисерів Олександра Алова і Володимира Наумова, знятий за мотивами творів Михайла Булгакова «Біг», «Біла гвардія» і «Чорне море».

## Сюжет
1920 рік. Громадянська війна на Півдні Росії наближається до завершення. Після наступу Червоної армії в Криму починається вивід всіх, хто шукав порятунку від «проклятих днів» (за словами Івана Буніна) революції (1917 рік).
У цій страшній течії опиняються поруч найрізноманітніші люди — беззахисна Серафима Корзухіна і полкова дама Люська, приват-доцент Голубков і генерал Хлудов. Викинуті в «перегони тарганів» стамбульського (Туреччина) еміграційного життя, вони втрачають ґрунт під ногами. Останнім шансом врятувати Серафиму стає поїздка Голубкова і генерала Чарноти в Париж (Франція) — на розшуки її чоловіка, що втік. Поїздка приводить до вражаючих результатів.

## У ролях
У головних ролях
- Людмила Савельєва —  Серафима Володимирівна Корзухіна, дружина товариша міністра торгівлі
- Олексій Баталов —  Сергій Павлович Голубков, приват-доцент Санкт-Петербурзького університету
- Михайло Ульянов —  Григорій Лук'янович Чарнота, генерал
- Тетяна Ткач —  Люська Корсакова
- Владислав Дворжецький —  Роман Валер'янович Хлудов, генерал  (прототип — генерал Слащов)
- Євген Євстигнєєв —  Парамон Ілліч Корзухін, товариш міністра торгівлі Криму

В ролях
- Роман Хомятов —  Михайло Васильович Фрунзе, командувач Південним фронтом червоних
- Володимир Заманський —  Баєв, командир червоного полку
- Микола Олялін —  Крапілін, вістовий
- Бруно Фрейндліх —  білий головнокомандувач  (прототип — барон Петро Миколайович Врангель)
- Володимир Осєнєв —  Тихий, білий контррозвідник
- Олександр Январьов —  Голован, осавул (ад'ютант Хлудова)
- Володимир Басов —  Артур Артурович, «цар тарганів»
- Тамара Логінова —  Марія Костянтинівна, касир
- Олег Єфремов —  білогвардійський полковник
- Альоша Наумов —  Петька Щеглов
- Павло Шпрінгфельд —  Скунський, білий контррозвідник
- Микола Сергєєв —  трунар

В епізодах
- Наталія Варлей —  дівчинка з козою
- Павло Винник —  білий контррозвідник
- Костянтин Воїнов —  генерал Кравченко
- Михайло Глузський —  білий штабс-капітан
- Микола Горлов —  єпископ Африкан  (прототип — єпископ Веніамін (Федченко))
- Мікаела Дроздовська —  модистка
- Валерій Золотухін —  естрадний співак
- Альфред Зінов'єв —  Паїсій
- Наум Коржавін —  шпрехшталмейстер стамбульського цирку
- Микола Кутузов —  ігумен Кирилівського монастиря під Бериславом
- Дмитро Орловський —  телеграфіст
- Юрій Потьомкін —  мужик з похоронної команди
- Володимир Протасенко —  комбриг
- Готліб Ронінсон —  грек
- Георгій Свєтлані —  професор з контрабасом
- Сергій Торкачевський —  кадет
- Станіслав Хітров —  Антуан Грищенко, слуга Корзухіна
- Микола Юдін —  монах
- Анатолій Яббаров —  солдат з трунами

## Знімальна група
- Автори сценарію:
  - Олександр Алов
  - Володимир Наумов
- Режисери-постановники:
  - Олександр Алов
  - Володимир Наумов
- Головний оператор: Леван Леван Георгійович Пааташвілі
- Головний художник: Олексій Пархоменко
- Художники:
  - Наталя Пархоменко
  - К. Степанов
- Композитор: Микола Каретников

Костюми: Лідія Нові
- Монтаж: Тамара Зуброва
- Звук: Роланд Казарян
- Літературний консультант: Олена Булгакова
- Військові консультанти:
  - генерал армії Іван Павловський
  - генерал-лейтенант Микола Осліковський
  - генерал-майор М. Молотков
- Консультант по історичному костюму Марія Мерцалова
- Директор картини: Михайло Аміраджібі